# Mediterranes Lymphom
Als mediterranes Lymphom wird eine Sonderform des MALT-Lymphoms im Dünndarm bezeichnet. MALT-Lymphome (mucosa-associated lymphoid tissue) sind maligne Lymphome, die ihren Ausgang von den Schleimhäuten innerer Organe (Magen, Dünndarm, Dickdarm) nehmen. Das mediterrane Lymphom findet man vornehmlich im südlichen Mittelmeerraum und im vorderen Orient. Es wurde erstmals bei orientalischen Juden und Arabern gefunden.

## Definition
Es handelt sich um ein primär extranodales Non-Hodgkin-Lymphom vom B-Zell-Typ.

## Ursache
Das mediterrane Lymphom entsteht über eine α-Kettenerkrankung (α-HCD), die somit als Krebsvorstufe (Präkanzerose) gelten kann. Als deren Ursache wird eine Infektion angenommen. Obwohl eine Vielzahl infektiöser Erreger bei den betroffenen Patienten nachgewiesen werden konnte, war es bislang nicht möglich, ein spezifisches, für die Krankheit verantwortliches Agens auszumachen.

## Pathogenese
Ausgangsgewebe dieser Neoplasie ist das Lymphgewebe der Dünndarmschleimhaut. Es zählt somit zu den MALT-Lymphomen.  Betroffen sind hauptsächlich junge Menschen. Das Lymphom tendiert zur diffusen Infiltration des gesamten Dünndarmabschnittes und darüber hinaus.
Immunhistochemisch zeigt sich eine Sezernierung von IgA mit defekter schwerer Kette. Das mediterrane Lymphom und die damit assoziierte α-Kettenerkrankung werden unter dem Begriff immunoproliferative Erkrankung des Dünndarms, englisch: IPSID – immunoproliferative small intestinal disease, zu einer gemeinsamen Entität zusammengefasst.

## Symptomatik
Kardinalsymptom des mediterranen Lymphoms ist ein chronischer Durchfall (Diarrhö), manchmal in Kombination mit Fettstühlen (Steatorrhoe). Ein weiteres typisches Symptom sind Leibkrämpfe. Seltener finden sich Teer- und Blutstühle (Meläna und Hämatochezie) auf der Basis erosiver Darmentzündungen.
Die Krankheit führt zu einem prägnanten Anschwellen der mesenterialen Lymphknoten und im weiteren Verlauf zu einem ausgeprägten Malabsorptionssyndrom.

## Diagnostik
Die Diagnose wird per Biopsie mit nachfolgender immunhistochemischer Aufarbeitung des Gewebes gesichert. Im Blut und den Verdauungssekreten vieler Patienten findet man hohe Spiegel von abnorm konfiguriertem IgA (verkürzte schwere α-Ketten bei teils völligem Fehlen der Leichtketten). Der Ursprung der pathologischen α-Ketten ist nicht restlos geklärt. Die Sekretion der pathologischen Immunglobuline rührt höchstwahrscheinlich von Plasmazellen her, die ins Dünndarmgewebe infiltriert sind. Bei den Laborwerten findet man eine deutliche  Erhöhung der Blutkörperchensenkungsgeschwindigkeit.

## Verlauf
Der Verlauf dieser Krankheit ist gekennzeichnet durch abwechselnde Phasen von Verschlimmerung und Besserung (Exazerbation und Remission), wobei insgesamt jedoch ein chronischer Krankheitsfortschritt zu beobachten ist. Viele Patienten entwickeln im Krankheitsverlauf ausgeprägte Verdauungsstörungen mit nachfolgender Tumorkachexie und nicht selten tödlichem Ausgang.

## Therapie
Im Frühstadium kann die Verabreichung von Tetracyclinen eine eventuell über Jahre andauernde Verbesserung der klinischen Situation, ja gar Beschwerdefreiheit herbeiführen. Auch eine deutliche Abheilung der histologischen Läsionen ist zu beobachten.
Im Spätstadium der Erkrankung ist die Chemotherapie (z. B. CHOP-Schema) der therapeutische Zugang der Wahl.
Relativ gute Erfolge wurden bei einer Kombination aus Antibiose und Chemotherapie berichtet.

## Quelle
- Manfred Dietel, Norbert Suttorp, Martin Zeitz (Hrsg.): Harrisons Innere Medizin. 16. Auflage. Abw Wissenschaftsverlag, Berlin 2005, ISBN 3-936072-29-9.